# Törmelékkő
A törmelékkő vagy breccsa (a német eredetű olasz breccia szóból) 2 mm-nél nagyobb, szögletes-sarkos törmelékdarabokból álló, a törmelékeknél jóval finomabb szemű anyaggal cementált kőzet.

## Anyagi összetétele
Anyaga rendkívül változatos; gyakorlatilag bármi lehet. A kötőanyag (mátrix) lehet a törmelékekkel egyidős, de lehet későbbi is; anyaga lehet a törmelékekével azonos, de azoktól különbözhet is. Az utólag a törmelékek közé rakódott kötőanyag a leggyakrabban:
- karbonátos,
- kovás,
- agyagos vagy
- vasas (vas-oxi-hidroxidos).

## Genetikai típusai
Fő fajtái a Földön:
- tektonikus breccsa (dörzsbreccsa avagy milonit, a földtani törésvonalakban);
- vulkáni breccsa (a vulkáni anyagszórás szögletes darabjaiból áll);
- üledékes breccsa (iszaplavinák, sárfolyások stb. terméke). Sajátos altípusa a csontdarabokból összeállt csontbreccsa.

A légkör nélküli égitesteken (például a Holdon) gyakoriak a becsapódásos breccsák.

## Felhasználása
Egyes változatai (főleg a mészkőbreccsák) jól vághatók, csiszolhatók, polírozhatók; ezeket előszeretettel használják díszítőkőnek.

## Hasonló kőzetek
A breccsához hasonló, ugyancsak durvatörmelékes, cementált kőzet a konglomerátum; annak szemcséi azonban (amint ezt magyaros neve: kavicskő is mutatja) nem szögletesek, hanem kerekdedek, gömbölyítettek.